# Theodor von Hörmann

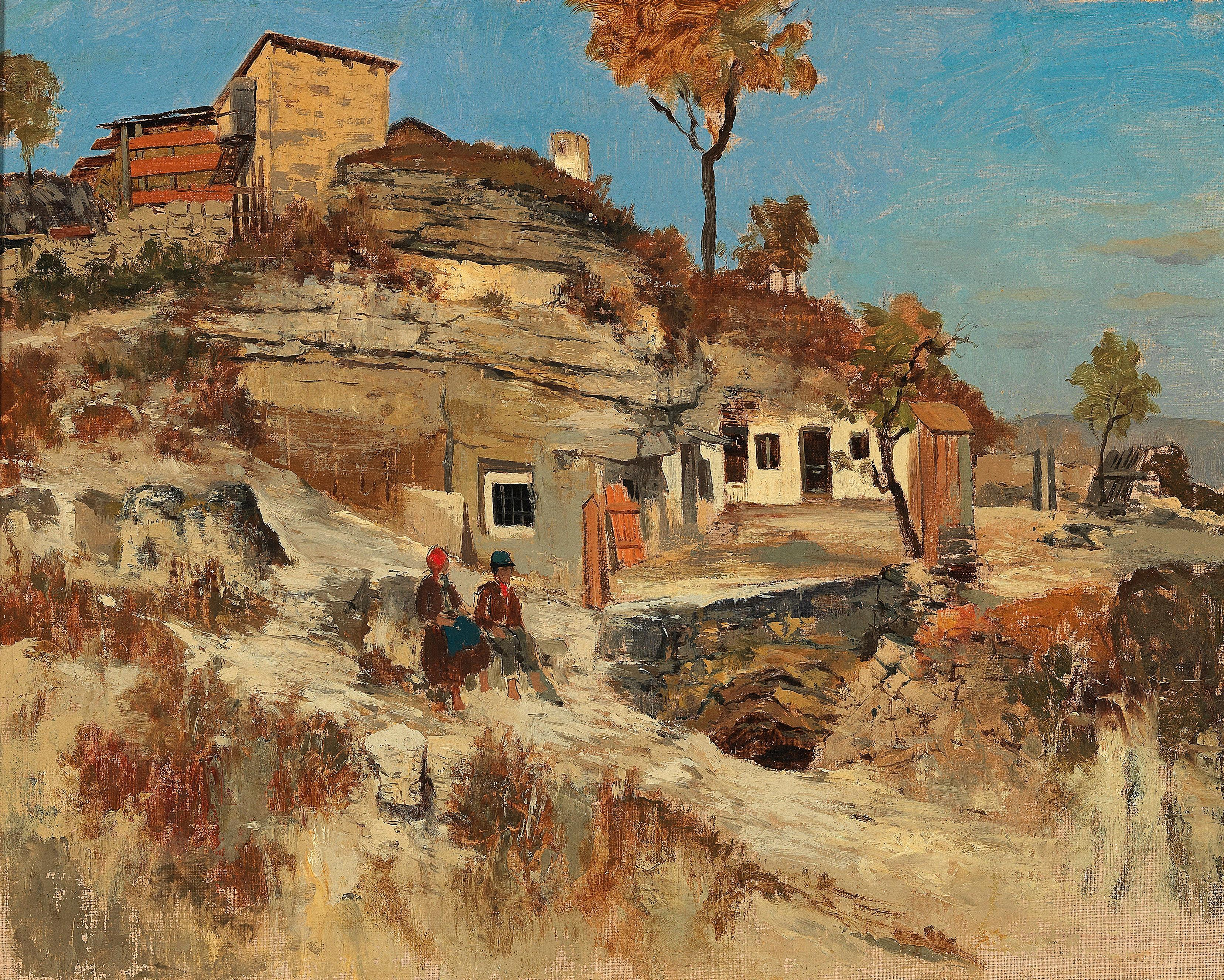
Theodor von Hörmann, Panorama mediterraneo, 1878-1879

Theodor Hörmann von Hörbach (Imst, 13 dicembre 1840 – Graz, 1º luglio 1895) è stato un pittore, militare e docente austriaco.

## Biografia
In qualità di ufficiale dell'esercito austriaco, prestò servizio nel 1859, durante la seconda guerra d'indipendenza italiana (nota in Austria come guerra sarda in Austria). Militò anche nel 1866, nella guerra austro-prussiana.
Dal 1873 al 1875, studiò all'Accademia di Belle Arti di Vienna, con Eduard Peithner von Lichtenfels e con Anselm Feuerbach. In seguito, insegnò disegno e scherma, presso la Scuola Militare di Sankt Pölten.
Nel 1884, si sposò e si ritirò dal servizio militare. Intraprese viaggi di studio e visse a Parigi dal 1886 al 1890, dove subì l'influenza dell'Impressionismo e divenne un seguace di Raphaël Collin.
Tornato in patria, visse a Praga, Vienna e dal 1890 al 1893, a Znaim. A Vienna, diventò un membro del Künstlerhaus.
Espose a Vienna, nel 1874, paesaggi con figure, realizzati con schietto amore per la natura, come Sera di festa del mietitore e altri soggetti, ora conservati al Feridnandeum Museum di Innsbruck e in musei viennesi. Negli ultimi dipinti utilizzò una tavolozza più variata e più luminosa, come in Mattino presso Lunemburg e Veduta di Praga, ora al Museo Belvedere di Vienna.